# Johan Wilhelm Lidén
Johan Wilhelm Lidén, född den 6 mars 1797 på Svenstorp i Sunne församling, Värmlands län, död den 6 augusti 1862 i Stockholm, var en svensk läkare och historisk samlare.
Lidén blev 1819 student, 1826 medicine kandidat, 1827 medicine licentiat och samma är medicine doktor i Uppsala samt konstituerades 1828 till gruvmedikus och gruvkirurg i Falun. Åren 1842–1860 var han läkare vid kurhuset i Borgholms kallbadhus och bodde sedan i Stockholm till sin död. Lidén ägnade sig med iver åt forskningar över Dalarnas äldre historia och utgav 1842 tillsammans med Carl Gustaf Kröningssvärd 1:a delen av Diplomatarium dalekarlicum. Under sin tid på Öland var Lidén verksam för att rädda Borgholms slottsruin. Efter sin avflyttning till Stockholm fick han i uppdrag att upprätta en utförlig katalog över i Riksarkivet befintliga, dittills otryckta pergamentsbrev. Det arbete han i detta avseende hann åstadkomma (omfattande tiden 1351–1400) ligger till grund för den av Nils Axel Kullberg ombesörjda publikationen Svenska Riks-archivets pergamentsbref från och med år 1351. Till Riksarkivet inlöstes efter Lidéns död hans värdefulla historiska samlingar, vilka företrädesvis rör Stora Kopparberget samt äldre svensk genealogi. Av en däri befintlig monografi, Berättelser ur Stora Kopparbergets historia, är början offentliggjord av Ehrenfried Billengren i Redogörelse för läroverken i Dalarne, 1583. Lidén kallades 1841 till ledamot av Det Nordiske Oldskriftselskab i Köpenhamn. Han var även ledamot av Kungliga Samfundet för utgivande av handskrifter rörande Skandinaviens historia.